# Chrysobothris tranquebarica
Chrysobothris tranquebarica es una especie de escarabajo del género Chrysobothris, familia Buprestidae. Fue descrita científicamente por Gmelin en 1788.